# Chiesa di San Bernardo (Rossa)
La chiesa di San Bernardo è un edificio religioso che si trova a Rossa, nel Cantone dei Grigioni.

## Storia
La chiesa venne costruita nel XVII secolo

## Descrizione
La chiesa ha una pianta ad unica navata ricoperta da una volta a crociera.